# Rickenbach (Hotzenwald)
Rickenbach település Németországban, azon belül Baden-Württembergben. Lakosainak száma 3971 fő (2023. december 31.).

## Népesség
A település népessége az elmúlt években az alábbi módon változott:
| Lakosok száma | 2627 | 3475 | 3332 | 3398 | 3464 | 3926 | 3856 | 3860 | 3854 | 3971 |
|               | 1961 | 1967 | 1974 | 1980 | 1987 | 1993 | 2000 | 2006 | 2013 | 2023 |